# Simon Goossens
Pour les articles homonymes, voir Goossens.
Simon Goossens, né à Sint-Lenaarts le 15 juin 1893 et mort à Anvers le 18 octobre 1964 , est un sculpteur belge.

## Jeux olympiques
En 1920, Simon Goossens a gagné la médaille d'argent aux Jeux olympiques d'été de 1920 à Anvers, en Belgique. en compétition artistique, catégorie sculpture, pour son œuvre Les Patineurs.